# Music Man StingRay
Der Music Man StingRay ist ein seit 1976 hergestelltes E-Bass-Modell der US-amerikanischen Musikinstrumentenbau-Firma Music Man. Der Entwurf des Modells stammt größtenteils vom Mitgründer des Unternehmens, dem Musikinstrumentenbauer und Erfinder Leo Fender.

## Vorgeschichte
Im Jahr 1965 hatte Leo Fender die von ihm in den späten 1940er-Jahren mitgegründete Firma Fender Musical Instruments an den Konzern CBS Corporation verkauft und hatte dabei eine Vertragsklausel unterschrieben, die es ihm für die Dauer von zehn Jahren verbot, als gewerblicher Musikinstrumentenhersteller tätig zu werden. Zwei seiner Mitarbeiter, Forrest White und Tom Walker, verließen ebenfalls die Firma Fender und gründeten ein eigenes Unternehmen mit dem Namen Musitek, das nach einigen Umbenennungen im Jahre 1974 Music Man genannt wurde. Die ersten unter der Marke Music Man verkauften Produkte waren Gitarrenverstärker. Stiller Teilhaber war Leo Fender, der aufgrund der Vertragsklausel nicht öffentlich in Erscheinung treten durfte. Nachdem die Klausel im Jahre 1975 ausgelaufen war, wurde Leo Fender zum Music-Man-Geschäftsführer.

## Geschichte und Design des Modells
Im Jahr 1976 brachte Music Man das E-Bass-Modell StingRay (deutsch: Stachelrochen) heraus, das von Leo Fender, Tom Walker und Sterling Ball entworfen worden war. Nach dem 1971 vorgestellten Alembic Series I war der StingRay der zweite E-Bass mit einer aktiven Klangregelung – das heißt, der Bass hat einen Vorverstärker eingebaut, der von einer 9-Volt-Batterie gespeist wird.
Ein Novum des StingRay waren die asymmetrisch in 3:1-Verhältnis angeordneten Stimmmechaniken auf der Kopfplatte, einziger Beitrag von Forrest White zum Design des Modells. Der praktische Zweck dieses Entwurfsdetails war ursprünglich die Beseitigung eines Klangproblems: Die Fender-typische Anordnung der Mechaniken in einer Reihe auf einer Seite der Kopfplatte führt dazu, dass die Diskant-Saiten der Instrumente in flacherem Winkel und daher mit niedrigerem Andruck über den Sattel geführt werden als die Bass-Saiten. Die Folge sind schwächer klingende Töne (engl.: soft spots oder dead spots) in einigen Lagen des Griffbretts. Aus diesem Grund haben frühere von Fender entworfene Gitarrenmodelle für die Diskant-Saiten einen oder zwei Saitenniederhalter (engl.: string tree) auf der Kopfplatte. Beim StingRay waren der fünfte und sechste Bund der hohen G-Saite betroffen. Das Verlegen der Stimmmechanik nur der G-Saite auf die andere Seite der Kopfplatte löste das Problem auf eine neue Art.
Ein weiteres Merkmal des StingRay mit hohem Wiedererkennungswert ist das ovale Schlagbrett (Pickguard) aus Kunststoff, das auf der Vorderseite des Korpus aufgeschraubt ist. In das Schlagbrett versenkt eingelassen sind die elektromagnetischen Tonabnehmer des Instruments. Der Humbucker-Tonabnehmer des StingRay mit seinen acht offenliegenden, großen Polkappen wurde zum Design-Klassiker und wird in Fachkreisen bis in die Gegenwart als „MM-Typ“ bezeichnet. Ebenfalls charakteristisch für das Design des Modells ist die Form der metallenen, verchromten Trägerplatte mit Drehreglern (Potentiometer) für Lautstärke und Klang sowie einer Buchse für den Klinkenstecker des Gitarrenkabels. Der Umriss dieser ebenfalls auf der Vorderseite des Korpus aufgeschraubten Platte ähnelt entfernt dem eines Bumerangs.
Der StingRay hat jedoch auch mehrere als „traditioneller“ angesehene und seit Einführung des E-Gitarren-Modells Fender Telecaster im Jahr 1950 als typisch für Leo Fender geltende Design-Merkmale. Dazu gehören der aus Erlenholz oder Eschenholz gefertigte Korpus, der aus Ahornholz bestehende Hals mit einem Griffbrett aus Ahorn oder Palisander sowie die geschraubte Hals-Korpus-Verbindung.

## Modifikationen

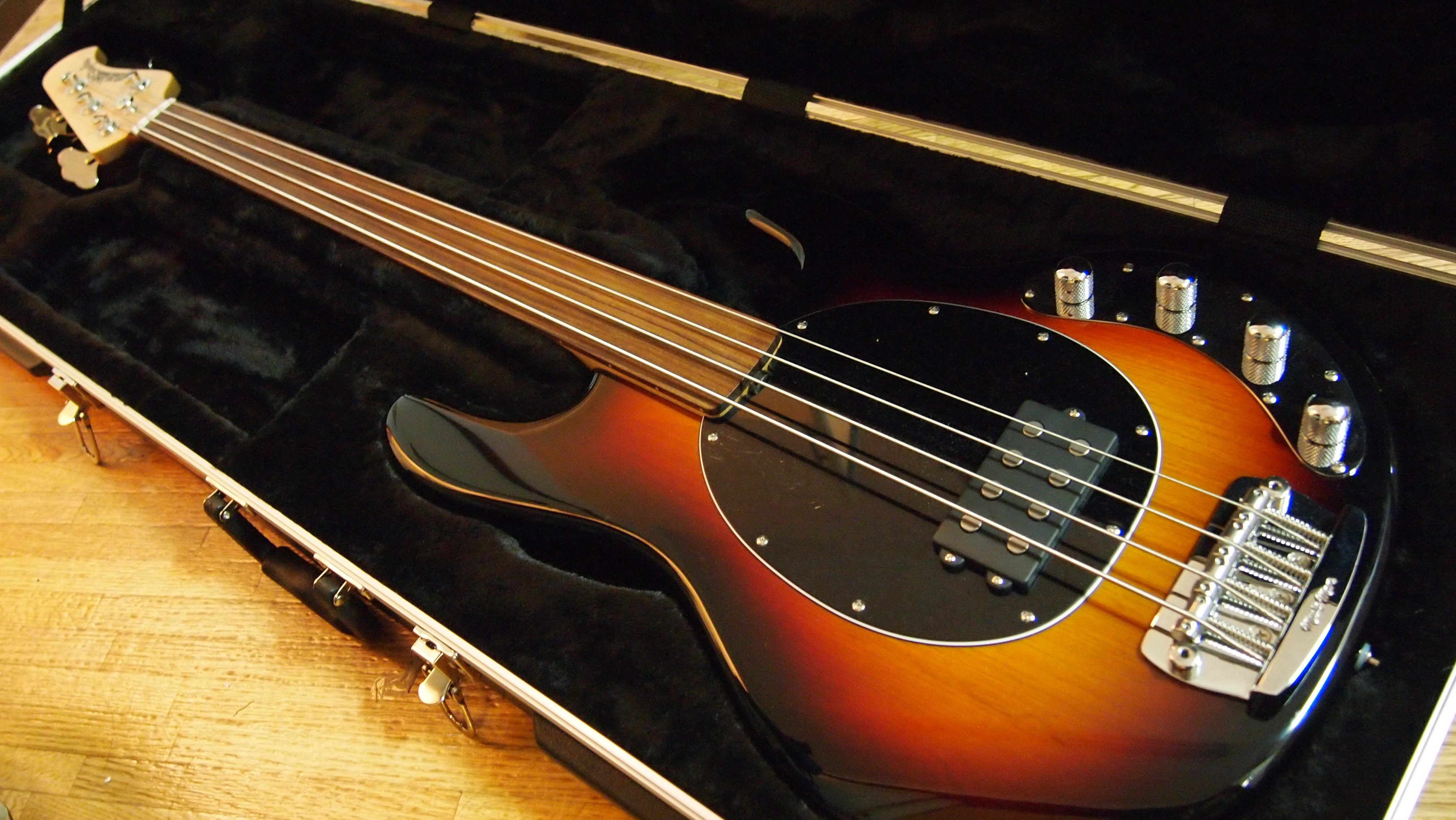
StingRay Fretless-Bass

Im Laufe der Jahre wurden beim StingRay einige Modifikationen vorgenommen: War das ursprüngliche Modell mit einem einzelnen, doppelspuligen Tonabnehmer (englisch: Humbucker) ausgestattet, gibt es seit 1978 auch eine Version mit einem zusätzlichen Humbucker (ursprüngliche Modellbezeichnung: Sabre) und seit einiger Zeit eine Version mit einem zusätzlichen einspuligen Single-Coil-Tonabnehmer. Die anfänglich zweibandige Klangregelung (engl.: Equalizer) kann heute wahlweise durch ein drittes Frequenzband erweitert werden.
Die Bauteile des Vorverstärkers wurden 1978 leicht verändert, was einen klareren und „funkigeren“ Ton bewirkte. Außerdem wurde der Vorverstärker in schwarzes Plastik eingegossen, um Plagiate zu erschweren. Im selben Jahr wurden die dünnen Bundstäbchen im Griffbrett durch Jumbo-Bundstäbchen ersetzt.
Nachdem es bei den frühen Modellen Probleme mit der Stabilität des Halses gegeben hatte, wurde 1980 ein „Cutlass“ genanntes Modell mit einem Graphit-Hals angeboten. Statt der Dreifach-Verschraubung des Halses gab es seitdem eine Vierfach-Verschraubung, heute werden sechs Schrauben verwendet. Außerdem wurde die „String-thru-body“-Konstruktion, bei der die Saiten durch den Korpus geführt werden, aufgegeben.
Die Brücken früherer Modelle hatten einstellbare Dämpfer für die Saiten. Diese mussten für jede Saite einzeln hochgeschraubt werden. Die Schrauben dafür lagen direkt unter den Saiten und waren daher nicht leicht zu erreichen. Dadurch war es nicht möglich, schnell zwischen gedämpftem und ungedämpftem Klang hin- und herzuwechseln, weshalb diese Option in der Praxis wenig Anwendung fand. Auch um Verletzungen der Finger durch die Metallteile zu verhindern, wurde ab 1992 auf diese Ausstattung verzichtet. Sie war zunächst noch nachrüstbar, bis die Kombination aus Steg und Saitenhalter (engl.: Bridge) schließlich 1996 verkleinert wurde.
Im Jahr 1984 wurde die Firma Music Man von der Ernie Ball Incorporation übernommen. Im Zuge dessen wurde die Korpusform des StingRay ergonomischer gestaltet, und die Instrumentenhälse wurden zunächst matt, später gar nicht mehr lackiert. Im Jahr 1987 wurde eine fünfsaitige Version des Modells eingeführt.
Im Jahr 2010 wurde die Serie „Classic-Collection“-eingeführt, die eine fast hundertprozentige Neuauflage der frühen StingRays darstellt. Lediglich die Halsspannstab-Einstellschraube am korpusseitigen Ende des Halses, eine 6-Schrauben-Halsbefestigung und der Saitenniederhalter auf der Kopfplatte (engl.: Stringtree) auf der A- und D-Saite (statt wie zuvor auf D und G) sind Zugeständnisse an die Moderne. Das Modell ist unter der Bezeichnung StingRay 5 auch als Fünfsaiter erhältlich.

## Bekannte StingRay-Spieler

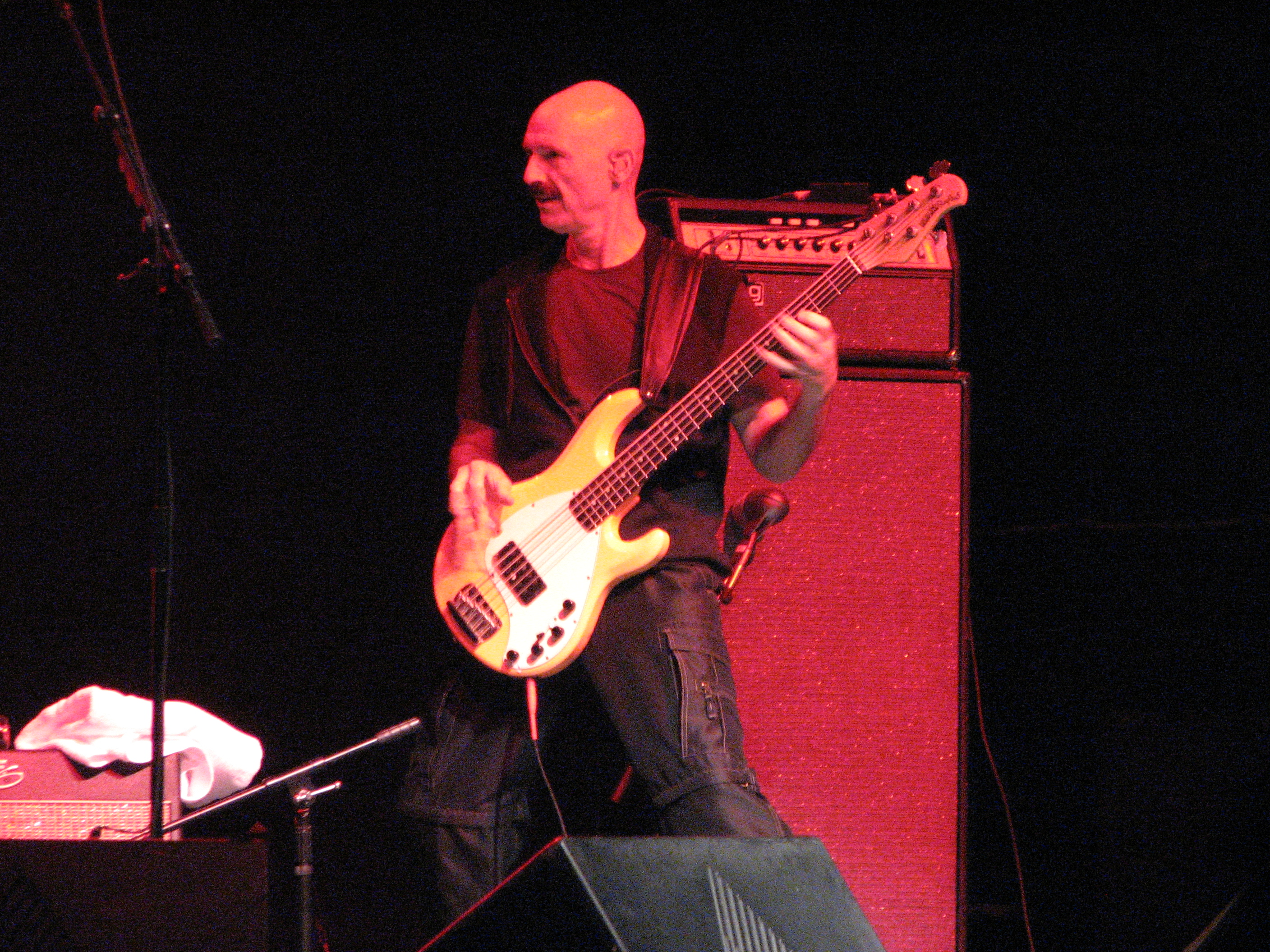
Der Bassist Tony Levin mit einer fünfsaitigen Version des StingRay bei einem Bühnenauftritt im Jahr 2006

Bekannte Bassisten, die den StingRay spielen beziehungsweise spielten sind zum Beispiel Cliff Williams (AC/DC), John Deacon (Queen), Louis Johnson (The Brothers Johnson), Bernard Edwards (Chic), Kim Clarke (Defunkt), Tony Levin (King Crimson, Peter Gabriel und andere), Tim Commerford (Rage Against the Machine) und Flea (Red Hot Chili Peppers).